# Большая синагога (Оран)
Большая синагога в Оране (араб. معبد وهران العظيم‎), (фр. Grande synagogue d'Oran) была построена и освящена в 1880 году по инициативе Симона Кануи, но её открытие состоялось только в 1918 году. Здание было одной из крупнейших синагог в Северной Африке.

## История
В 1962 году Алжир добился независимости от Франции, а в 1963 году правительство страны обнародовало Кодекс о гражданстве, где было прописано, что гражданство мог получить только мусульманин. Большинство еврейских жителей Орана были изгнаны и лишь немногие остались в городе. Синагога была отобрана у евреев и превращена в мечеть в 1975 году.
Большая синагога Орана была одной из семнадцати синагог, конфискованных алжирским правительством. Теперь она называется мечеть Абдаллы Бен Салема.

## Расположение
Синагога располагалась на бульваре Жоффр, в настоящее время известном как бульвар Маата Мохаммеда эль-Хабиба.

## Архитектура
Британский путешественник в 1887 году описал новую синагогу как «новую и ненавязчивую». Построена в неомавританском стиле.